# Acalypha novoguineensis
Acalypha novoguineensis é uma espécie de flor do gênero Acalypha, pertencente à família Euphorbiaceae.